# Montanhas Nevadas
As Montanhas Nevadas, conhecidas informalmente como "As Nevadas", são uma sub-região e a cordilheira mais alta do continente da Austrália continental. Ele contém a montanha mais alta do continente australiano, o Monte Kosciuszko, que atinge uma altura de 2.228 m (7.310 pés) acima do nível do mar. A faixa também contém os cinco picos mais altos do continente australiano, incluindo o Monte Kosciuszko, todos acima de 2.100 m (6.890 pés). Eles estão localizados no sul de Nova Gales do Sul e fazem parte dos maiores Alpes Australianos e da Grande Cordilheira Divisória. Incomum para a Austrália, a cordilheira experimenta grandes nevascas naturais a cada inverno. A neve normalmente cai durante junho, julho, agosto e início de setembro, com a cobertura de neve derretendo no final da primavera. As terras altas da Tasmânia compõem a outra (principal) região alpina presente na Austrália.
A cordilheira abriga o pinheiro-ameixa da montanha, um tipo de conífera baixa. É considerada um dos centros da indústria de esqui australiana durante os meses de inverno, com todos os quatro resorts de neve em Nova Gales do Sul localizados na região.